# Ипнари (Дманисский муниципалитет)
Ипнари (груз. იფნარი, азерб. İpnari) — село в подчинении одноимённой сельской административно-территориальной единицы, Дманисского муниципалитета, края Квемо-Картли республики Грузия с 96%-ным азербайджанским населением. Находится в юго-восточной части Грузии, на территории исторической области Борчалы.

## История

### Русские Ормашени
В 1841 году 8 семей духоборов поселились в имении Ормашени князьям Мелик-Бахтамянцам. Населённый пункт получил название «„Русские Ормашени“» в отличие от соседнего «татарского» села Ормашени. В 1906 году князь решил продать имение, в начале его предложили выкупить проживающим при нём духоборам, но те не смогли составить товарищества. В итоге имение через Крестьянский поземельный банк было приобретено безземельным немцами из тифлисской колонии Александергильф, а духоборы были вынуждены выселиться из него.

### Вальдгейм
В 1906 году немецкими колонистами из Александергильф у князя Мелик-Бахтамянца были приобретены имения Ормашени и Ципора с 2043 десятинами земли. На месте имений было образовано село под названием «Вальдгейм» (нем. «Waldheim»), которые прожили здесь до начала Великой Отечественной войны. 8 октября 1941 года вышло Постановление Государственного Комитета Обороны «О выселении немцев, проживающих на территории Грузинской ССР, Армянской ССР, Азербайджанской ССР». В соответствии с постановлением, с 15 по 30 октября 1941 года все немецкое население трех Закавказских Республик было депортировано в Казахстан.

### Кировиси
После депортации немцев в селе поселились азербайджанцы, которые проживают здесь до сегодняшнего дня. 5 августа 1943 года название села было изменено на Кировиси.

### Ипнари
Согласно указу президента Грузии Михаила Саакашвили от 16 ноября 2010 года под № 925, название села Кировиси было изменено на Ипнари.

### Духоборы
Согласно другим данным, в 1839—1845 годах в селе поселились и проживали духоборы — этнические русские, которые подвергались гонениям в царской России. Духовным лидером духоборцев был Илларион Калмыков, скончавшийся 12 октября 1841 года. Далее сектой руководила жена Калмыкова, «богородица» Меланья.

## География
Село расположено на Гомаретинском плато, в 14 км к северо-западу от районного центра Дманиси, на высоте 1260 метров от уровня моря.
Граничит с городом Дманиси, селами Бахчалари, Гедагдаги, Дагарухло, Саджа, Кызыладжло, Квемо-Карабулахи, Шихлы, Земо-Карабулахи, Аха, Карабулахи, Пантиани, Кариани, Камарло, Согутло, Шахмарло, Иакубло, Усеинкенди, Мамишлари, Муздулари, Земо-Саламалейки, Сафигле, Ормашени, Шоршолети, Шиндилиари, Цителсакдари, Бослеби, Каклиани, Далари, Гантиади, Велиспири, Ганахлеба, Диди-Гомарети, Саркинети, Патара-Гомарети, Мамула и Пичвебисхеви Дманисского Муниципалитета.

## Население
По данным Государственного статистического комитета Грузии, согласно официальной переписи 2002 года, численность населения села Ипнари составляла 481 человек и на 96 % состояла из азербайджанцев.
На сегодняшний день 100 % населения Ипнари — этнические азербайджанцы.

## Экономика
Население в основном занимается овцеводством, скотоводством и овощеводством.
В 2010 году компания «SOCAR Georgia Gas», учредителем которой является государственная нефтяная компания Азербайджана «SOCAR», в соответствии с программой газификации Грузии, провела газопровод в несколько сел Дманисского района, в числе которых было также село Кировиси (Ипнари).

## Достопримечательности
- Средняя школа[12].
- Муниципалитет[20].